# Le Passager - Welcome to Germany
Pour plus de détails, voir Fiche technique et Distribution.
Le Passager - Welcome to Germany (Der Passagier – Welcome to Germany) est un film allemand réalisé par Thomas Brasch, sorti en 1988.

## Fiche technique
- Titre original : Der Passagier – Welcome to Germany
- Titre français : Le Passager-Welcome to Germany
- Réalisation : Thomas Brasch
- Scénario : Jurek Becker et Thomas Brasch
- Photographie : Axel Block
- Montage : Tanja Schmidbauer
- Musique : Günther Fischer
- Pays d'origine : Allemagne de l'Ouest
- Format : Noir et blanc - 35 mm
- Genre : drame
- Durée : 102 minutes
- Date de sortie : 1988

## Distribution
- Tony Curtis : monsieur Cornfield
- Katharina Thalbach : Sofie
- Matthias Habich : Körner
- Karin Baal : madame Tenzer
- Charles Regnier : Silbermann
- Alexandra Stewart : Mrs.
- George Tabori : rabbin

## Distinction
- Festival de Cannes 1988 : sélection en compétition